# Coelopencyrtus ivorensis
Coelopencyrtus ivorensis är en stekelart som först beskrevs av Jean Risbec 1953.  Coelopencyrtus ivorensis ingår i släktet Coelopencyrtus och familjen sköldlussteklar. Inga underarter finns listade i Catalogue of Life.